# Chasmistes brevirostris
Chasmistes brevirostris és una espècie de peix de la família dels catostòmids i de l'ordre dels cipriniformes.

## Morfologia
- Els mascles poden assolir 64 cm de longitud total.[1][2]

## Hàbitat
És un peix d'aigua dolça i de clima temperat.

## Distribució geogràfica
Es troba a Nord-amèrica: llac Klamath i els seus afluents a Oregon i Califòrnia (Estats Units).